# گمینا برانگشچک
گمینا برانگشچک (به لهستانی:  Gmina Brańszczyk) یک گمینا در لهستان است که در شهرستان وشکوف واقع شده‌است. گمینا برانگشچک ۱۶۷٫۶۱ کیلومتر مربع مساحت و ۸٬۴۲۸ نفر جمعیت دارد.